# Muck Petzet
Muck Petzet (*  1964 in München) ist ein deutscher Architekt und Akademieprofessor.

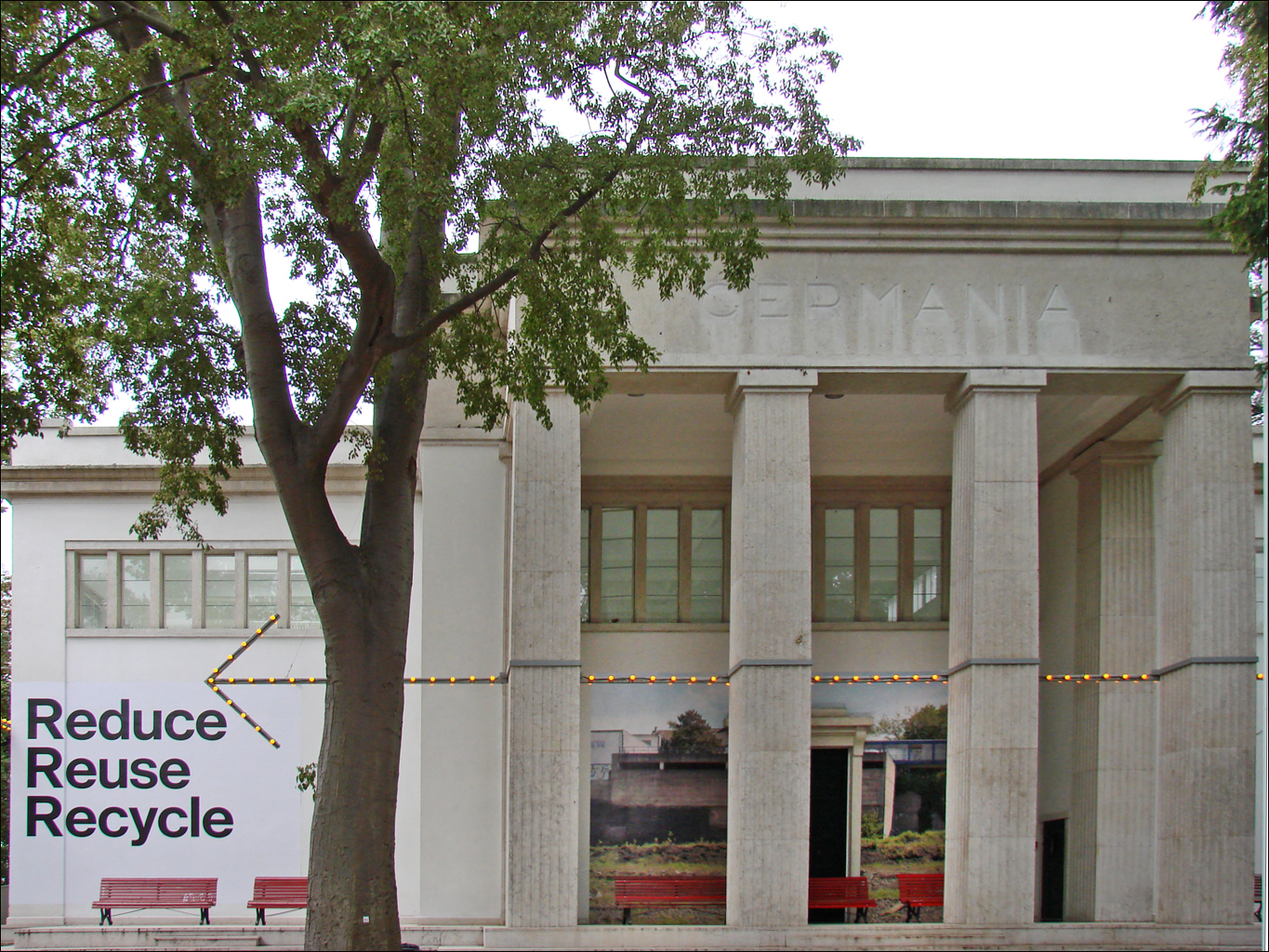
Der von Muck Petzet kuratierte Deutsche Pavillon während der 13. Internationalen Architekturbiennale in Venedig 2012.

## Werdegang
Muck Petzet wuchs als Sohn von Michael Petzet auf und  studierte von 1985 bis 1991 Architektur an der TU München und der HDK Berlin. Von 1987 bis 1988 arbeitete er bei Steidle, Kiessler & Partner, 1990 bis 1991 bei Josef Peter Meier-Scupin und von 1991 bis 1993 bei Herzog & de Meuron. Seit 1993 arbeitete er in wechselnden Partnerschaften mit Josef Peter Meier-Scupin und Andreas Ferstl in München. 2012 übernahm Petzet das Generalkommissat des Deutschen Pavillon auf der 13. Internationalen Architekturbiennale in Venedig. Der Ausstellungsbeitrag, um die großflächigen Fotografien der Niederländerin Erica Overmeer herum von Konstantin Grcic gestaltet, beschäftigte sich mit bestehenden Architekturen als materielle, inhaltliche und formale Ressource. 2015 eröffnete er eine Zweigstelle in Berlin.  Nach einem Lehrauftrag an der Universität Liechtenstein (2004/05), hatte er eine Gastprofessur an der TU München (2012/13) und ist seit 2014 ist Professor an der Accademia di architettura Mendrisio in der Schweiz. 2023 gründete er die internationale Plattform ReduceReuseRecycleArchitecture.

## Bauten
als Mitarbeiter bei Steidle, Kiessler & Partner:
- Verlagsgebäude Gruner + Jahr, Hamburg

als Mitarbeiter bei Meier-Scupin:
- Sammlung Goetz, München mit Herzog & de Meuron

als Mitarbeiter bei Herzog & de Meuron:
- 1988–1993: Sandoz Technologie Entwicklungszentrum Bau 42, Basel[6]

Meier-Scupin & Petzet:
- 1995: Anbau Sammlung Goetz, München[7]
- 1996: 2. Preis Herz Jesu Kirche, München[8]
- 1996–1999: Wohnhaus, München
- 1997: 2. Preis Friedhof Riem, München
- 1997–2002: am Georgenbach, München
- 1999–2000: Mieterzentrum, Leinefelde
- 1998–2003: Sanierung St. Joachim
- 1996–2001: Rehabilitation Physikerquartier, Leinefelde
- 2000–2002: Sanierung Kellerstraße, München
- 2002: Wohngebäude Steinstraße, München
- 2003: Goggelsbrücke, Augsburg
- 2003: Umwandlung einer Post-Schaltzentrale in einen Wohnungsbau, München

Muck Petzet Architekten:
- 2007: Lausitztower, Hoyerswerda
- 2007–2008: Erweiterung Haus Dr. Knopp, Wangen (erbaut von Jürgen + Marita Adam mit Ulf Harr)[9]
- 2011: Alte Mensa – Rückführung des Verpflegungszentrums für die Sportler der Olympischen Sommerspiele 1972 in seinen idealisierten Originalzustand, München
- 2011: Atmosphärische Umgestaltung Foyergebäude Bavaria Film, München
- 2017–2019: Modernisierung der Atriumhäuser Studentenstadt, München[10]
- 2019–2020: Modernisierung der Wohngemeinschaftshäuser des Studendetndorf Schlachtensee, Berlin[11]
- 2018: Brandlhuber+ Emde, Burlon / Muck Petzet Architekten: Lobe Block, Berlin-Gesundbrunnen

Brandlhuber+ Muck Petzet:
- 2014–2023: Brandlhuber Muck Petzet: Hammerschmidt, Aschheim[12]
- 2016–2024: Brandlhuber und Muck Petzet: Östliches Bauteil Tacheles-Areal, Berlin[13]
- 2021-: Arno Brandlhuber und Muck Petzet: Sanierung und Umbau der ehemaligen Aktien-Brauerei-Gesellschaft Friedrichshöhe, Berlin-Friedrichshain

Brandlhuber+ Christian Kerez, Muck Petzet:
- 2016-: Brandlhuber und Christian Kerez, Muck Petzet: Spreestudios, Berlin[14]

## Auszeichnungen und Preise
- 1999: BDA-Preis Bayern für Wohnhaus, München
- 1999: Deutscher Bauherrenpreis, Modernisierung (Physikerquartier)
- 2001: Deutscher Architekturpreis, Auszeichnung (Physikerquartier)
- 2002: Deutscher Bauherrenpreis, Modernisierung (Mieterzentrum Leinefelde)
- 2003: Deutscher Städtebaupreis, zusammen mit der Stadt Leinefelde (Physikerquartier)
- 2004: Europäischer Städtebaupreis, zusammen mit der Stadt Leinefelde (Physikerquartier)
- 2004: Bayerischer Bauherrenpreis (Steinstraße)[15]
- 2006: Thüringer Baukulturpreis (Physikerquartier)
- 2007: Deutscher Bauherrenpreis, Modernisierung (Lausitztower)[16]
- 2009: Nationaler Preis für integrierte Stadtentwicklung und Baukultur (Physikerquartier)
- 2013: Sächsischer Staatspreis für Baukultur, Anerkennung (Lausitztower)[17]
- 2014: Bayerischer Denkmalpflegepreis, Auszeichnung Silber (Alte Mensa)[18]
- 2019: Architektur in Deutschland 2019 – Staatspreis (Terrassenhaus Berlin / Lobe Block)
- 2019: European Union Prize for Contemporary Architecture Mies van der Rohe Award, Finalist (Terrassenhaus Berlin / Lobe Block)
- 2020: Architekturpreis Berlin (Terrassenhaus Berlin / Lobe Block)
- 2020: Architekturpreis Beton (Terrassenhaus Berlin / Lobe Block)
- 2021: Sonderpreis BDA-Preis Berlin (Terrassenhaus Berlin / Lobe Block)

## Ehemalige Mitarbeiter
- Jan Bohnert
- Wolfgang Brune
- Andreas Ferstl
- Christian Kern
- Christoph Mayr

## Publikationen
- Muck Petzet, Florian Heilmeyer (Hrsg.): Reduce/Reuse/Recycle. Hatje Cantz Verlag, Ostfildern, Berlin, 2012, ISBN 978-3-7757-3424-0
- Nicolette Baumeister: Baukulturführer 11 – Physikerquartier, Leinefelde. Koch, Schmidt u. Wilhelm 2004
- Nicolette Baumeister: Baukulturführer 65 – „Alte Mensa“ Gemeinschaftszentrum des Studentenviertels im Olympischen Dorf, München. Koch, Schmidt u. Wilhelm 2012, ISBN 978-3-943242-11-9
- Benedict Esche / Benedikt Hartl (Hrsg.): REMINISCENCE. ea Edition Architektur, München, 2016